# Bimota SB1
La SB1 est un modèle de motocyclette du constructeur italien Bimota créé à la demande de l'importateur italien Suzuki.
Vendue dans le réseau Suzuki sous le nom de TR500SB, c'était une machine destinée à courir les championnats italiens 500 en catégorie junior et senior. Riccardo Romeri, Leandro Becheroni, Mandro, Gori et Paci le remportent sur la SB1 entre 1976 et 1980.

## Description

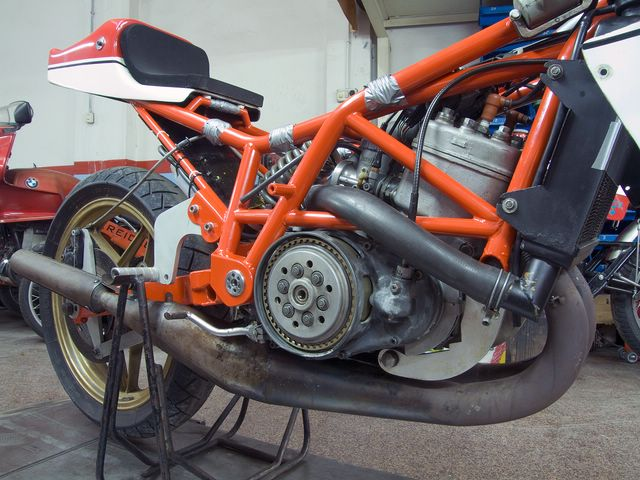
Gros plan sur le moteur de la SB1.

La SB1 utilise un moteur bicylindre en ligne, deux temps à refroidissement liquide, provenant de la Suzuki TR500.
Il développe 93 ch à 9 000 tr/min pour un couple de 6,6 mkg à 8 500 tr/min. Il est alimenté par deux carburateurs Mikuni de 38 mm de diamètre.
Côté partie cycle, elle était équipée d'un cadre treillis au chrome-molybdène. Le bras oscillant est de section rectangulaire et ne pèse que 3,9 kg.
La fourche télescopique est de marque Ceriani. À l'arrière, l'usine de Rimini a choisi un monoamortisseur de Corte e Cosso.
Le freinage est confié à Brembo, avec trois disques, respectivement de 280 mm et 230 mm, pincés par des étriers simple piston.
Les jantes sont en magnésium et proviennent de chez Speedlines. La forme est spécifique à Bimota.
Le carénage est en plastique renforcé à la fibre de verre.
L'usine a produit 50 SB1, vendus 3 850 000 lires soit environ 1 988 €.